# Kim Bodnia
Kim Bodnia (* 12. dubna 1965 Kodaň) je dánský herec, jenž se příležitostně věnuje režii a psaní scénářů. Na filmovém plátně debutoval roku 1989 v dramatu En Afgrund af frihed. V dánsko-švédském kriminálním seriálu Most ztvárnil postavu vyšetřovatele Martina Rohdeho. Zahrál si také roli Franka v kriminálním thrilleru Dealer.

## Osobní život
Narodil se roku 1965 v dánské metropoli Kodani do židovské rodiny s polskými a ruskými kořeny. Vyrůstal v Espergærde. Na dotaz, jakou víru vyznává odpověděl slovy: „Žádnou, spíše než to věřím v přírodu.“
Charakterizoval se jako nepříliš zdatný student a „klaun“ se zájmem o atletiku, kde vynikal v běhu na 100 metrů a skoku dalekém, v němž byl několik let mládežnickým mistrem na Zélandu. Uvažoval o dráze fotbalového brankáře, ale poranění nohy mu znemožnilo rozvinout profesionální sportovní kariéru.
Během studia na Espergærde Ungdomsskole se stal členem divadelního kroužku, kde hrál zejména komické role. V šestnácti letech mu matka navrhla, aby podal přihlášku na Dánskou národní školu divadla a současného umění se sídlem v Kodani. Po prvním odmítnutí byl přijat na druhý pokus v roce 1987.
Po absolvování herecké školy roku 1991 ztvárnil postavu Patricka Batemana v jevištním nastudování hry Americké Psycho, což vedlo k jeho opakovanému obsazování do negativních rolí spjatých s násilím a brutalitou.
První manželkou se stala herečka Lotte Andersenová, s níž má syna Louise. Podruhé se oženil s herečkou Rikke Louisou Anderssonovou, se kterou má syny Charlieho a Milese a dceru Nomi.

## Herecká kariéra
Na filmovém plátně debutoval roku 1989 dramatem En Afgrund af frihed ve vedlejší úloze vyhazovače. První hlavní postavu si zahrál ve snímku Bulldozer (1993), režírovaném Marií Sødahlovou. Průlomovou rolí se o rok později stal Jens v dánském thrilleru Nattevagten pod režijním vedením Oleho Bornedala. Následující dva roky čekal na obsazení, než získal úlohu Franka v Refneově thrilleru Dealer. V roce 1999 jej stejný režisér angažoval do dánského projektu Bleeder. Roku 2008 pak ztvárnil Jørgena Buhla v mysteriozním dramatu Ukrutně šťastni.
Režisér Lasse Spang Olsen jej také vícekrát obsadil, nejdříve do prequelu V Číně jedí psy (1999) i sequelu V Číně jedí psy 2 (2002), stejně jako akční komedie Den Gode Strømer („Dobrej polda“) (2004), v níž se podílel také na scénáři. V roce 2001 spolunapsal scénář krátkometrážního filmu Escape - Flugten fra ensomheden („Únik - Let z osamělosti“), který režíroval.
Účastnil se rovněž několika norských projektů, včetně rodinné komedie Pád nebes (2002), romantického Příšerného čtvrtku (2004) a akční komedie Tomme Tønner (2010). Ruského pašeráka představoval v indické komediální kriminálce Delhi Belly.
Do širšího povědomí, mimo hranice severských zemí, se zapsal obsazením v kriminálním televizním seriálu Most, kde se objevil jako záletný kodaňský policista Martin Rohde, spolupracující s malmöskou kriminalistkou na vyšetřování série vražd. První desetidílná řada byla premiérována v roce 2011, druhá pak s dvouletým odstupem. Roku 2014 získal úlohu Rosewatera v americkém eponymním dramatu Rosewater, režírovaném Jonem Stewartem.

## Herecká filmografie
| Rok  | film / seriál                     | role               | poznámka        |
| ---- | --------------------------------- | ------------------ | --------------- |
| 1989 | En Afgrund Af Frihed              | Bouncer            |                 |
| 1993 | Bulldozer                         | Samson             |                 |
| 1994 | Nattevagten                       | Jens               |                 |
| 1996 | Dealer                            | Frank              |                 |
| 1997 | Den Sidste Viking                 | Sigbard            |                 |
| 1999 | Bleeder                           | Leo                |                 |
| 1999 | V Číně jedí psy                   | Harald             |                 |
| 2001 | Øyenstikker                       | Eddie              |                 |
| 2002 | V Číně jedí psy 2                 | Harald             |                 |
| 2002 | Pád nebes                         | Johannes           |                 |
| 2004 | Den Gode Strømer                  | Jens               | spoluscenárista |
| 2004 | Příšerný čtvrtek                  | Skip               |                 |
| 2004 | Vymahači                          | Claus              |                 |
| 2005 | Návrat                            | Philip             |                 |
| 2006 | The Journals of Knud Rasmussen    | Peter Freuchen     |                 |
| 2007 | Ekko                              | Simon              |                 |
| 2007 | Zločin                            |                    | seriál          |
| 2008 | Nefarious                         | Elkiar             |                 |
| 2008 | Ukrutně šťastni                   | Jørgen Buhl        |                 |
| 2008 | Uchazeč                           | Claes Kiehlert     |                 |
| 2009 | Kletba vikinské čarodějky         | Harald Blåtand     |                 |
| 2009 | Julefrokosten                     | Buller             |                 |
| 2010 | Caroline: Den Sidste Resje        | Johan              |                 |
| 2010 | Tomme Tønner                      | Dansken            |                 |
| 2010 | Můj nejlepší nepřítel             | Dansklærer         |                 |
| 2010 | Lepší svět                        | Lars               |                 |
| 2010 | Pravda o mužích                   | Johnny             |                 |
| 2011 | Tomme Tønner 2 - Det Brune Gullet | Dansken            |                 |
| 2011 | Delhi Belly                       | Vladimir Dragunsky |                 |
| 2011 | Most                              | Martin Rohde       | seriál          |
| 2011 | Ti, co vraždí                     | Jakov              | seriál          |
| 2012 | Caroline: Den sidste rejse        | Johan              |                 |
| 2012 | Love Is All You Need              | Leif               |                 |
| 2012 | Mamma er en superhelt             | Axel               | krátkometrážní  |
| 2012 | Rendezvous in Kiruna              | John - le biker    |                 |
| 2013 | Alle for to                       | William Lynge      |                 |
| 2013 | Střelec                           | Rasmus Holm Jensen |                 |
| 2013 | Cizinec v nás                     | Masked Kidnapper   |                 |
| 2013 | Velmi neklidné léto               | Alex               |                 |
| 2013 | Krigarnas ö                       | Martin             |                 |
| 2014 | Serena                            | Unknown            |                 |
| 2014 | The Veil of Twilight              | Bergtor            |                 |
| 2014 | Rosewater                         | Rosewater          |                 |
| 2015 | August                            | August             |                 |
| 2015 | Far                               | otec               | krátkometrážní  |